# Frank Infante
Frank Infante (* 15. listopadu 1951) je americký kytarista a baskytarista.
Narodil se v New Yorku a na počátku své kariéry hrál s převážně bluesovými skupinami jako například The Elegant End a World War III. Roku 1975 nastoupil ke skupině Sniper a v roce 1977 začal spolupracovat se skupinou Blondie. Hrál na jejím albu Plastic Letters, avšak není zde uveden jako člen skupiny, ale jako studiový hudebník (rovněž není součástí fotografie na obalu alba). Se skupinou vystupoval až do jejího rozpadu v roce 1982 a dalších obnovení se již neúčastnil.
V roce 1981 hrál na albu Bad Reputation zpěvačky Joan Jett a později byl členem skupiny Divinyls či doprovodné skupiny zpěváka Iggyho Popa. V roce 2006 byl uveden do Rock and Roll Hall of Fame jako člen skupiny Blondie. V letech 2010 až 2011 byl členem skupiny New York Dolls, se kterou nahrál album Dancing Backward in High Heels a rovněž vede vlastní skupinu Infante's Inferno, ve které hrají ještě bubeník Clem Burke a baskytarista Steve Fishman.